# Брянцев, Павел Дмитриевич
Павел Дмитриевич Брянцев (5 [17] августа 1845 — 29 июня [12 июля] 1912) — русский историк; действительный статский советник. Брат архиепископа Арсения.

## Биография
Родился 5 (17) августа 1845 года в семье причётника села Волоста-Пятница Юхновского уезда Димитрия Аверкиевича Брянцева (1804—1865).
Окончил историко-филологический факультет Киевского университета. Преподавал в Симферопольской гимназии (1873—1875), затем был преподавателем истории и географии в Виленском реальном училище (1875—1898); с 1898 года состоял директором народных училищ Курляндской губернии (до 1906).
Умер в Смоленске 29 июня (12 июля) 1912 года.